# Чинте-Тезино
Чинте-Тезино (итал. Cinte Tesino) — коммуна в Италии, располагается в провинции Тренто области Трентино-Альто-Адидже.
Население составляет 348 человек (2021 г.), плотность населения составляет 15 чел./км². Занимает площадь 25 км². Почтовый индекс — 38050. Телефонный код — 0461.
Покровителем коммуны почитается священномученик Лаврентий, празднование 10 августа.

## Население
Динамика населения:

## Администрация коммуны
- Официальный сайт: